# 圍棋四大家
日本江戶時代圍棋有各種門派，最早是本因坊算砂的本因坊家，早在織田信長時代就已有本因坊之名(甚至有人認為算砂的本因坊法號是傳承自不會下棋的叔父，那本因坊存在的年份就要更加提前)，不過直到本因坊道策做名人碁所時，設立跡目制度(預定繼承人)，本因坊才從和尚的法號脫離，獨自成為一家。
（以下為了方便說明年代，使用第幾世本因坊作為比較。）
另外在本因坊算悅在位期間，算砂的徒弟安井算哲傳位給安井算知，是為二世，安井家便開始傳承下去。至於算砂的宿敵林利玄的徒弟林門入齋亦在算悅任內傳為給林門入，林家便成為一家了。
至於井上家，則由算砂大弟子中村道碩的徒弟玄覺因碩在本因坊道悅任內傳為給道砂因碩，成為一家。不過到了幻庵時期，幻庵將道碩列為第一世，那麼則要推到算悅任內道碩傳位給玄覺。
除此之外，後來還有所謂的「分家」，就如將棋有大橋分家之於大橋家一般。在本因坊烈元時期，安井家的高徒坂口仙得自立為坂口家(一作阪口家)；同時期，井上家的服部因淑是為後來的服部家之祖。而林家門徒林佐野分離成為林家分家，本因坊家也有水谷家之分家。
除了以上以外，還有無數的小門派，不過都不成氣候，難以撼動上述八家。
其中又以本因坊家、井上家、安井家、林家四家地位最高、歷史最淵源，稱為圍棋四大家。惟有這四家有家督(只有被認定為家督者可以競爭準名人、名人，是以四家以外縱是高手最高棋力亦不過上手)、跡目之分。四大家家督有著獨立發予低段(四段以下)免狀(段位證書)的權力(到了江戶末期，則需四家都同意)，至於五段以上，則由四大家家督共同裁定(如果有名人碁所，則名人碁所可獨攬此權)。四大家家督與迹目可以參加御城碁，之後凡達高段(上手以上)也破例可以參加。
四大家裡公認本因坊家為首，林家為末，井上家與安井家則平分秋色。總計日本舊制名人十位本因坊家有七位，井上家兩位，安井家一位。最後林家先併入本因坊家，之後安井家因無好子嗣可繼承也斷脈，本因坊家則因秀哉將本因坊名號捐出而結束，最後井上家才在二十世紀中旬結束。
四大家之外，服部家、坂口家、水谷家也受到官方尊重，地位在四家與其他小門派中間，可領官方俸祿。至於其他小門派則頂多只是教棋而已。